# بزازستان

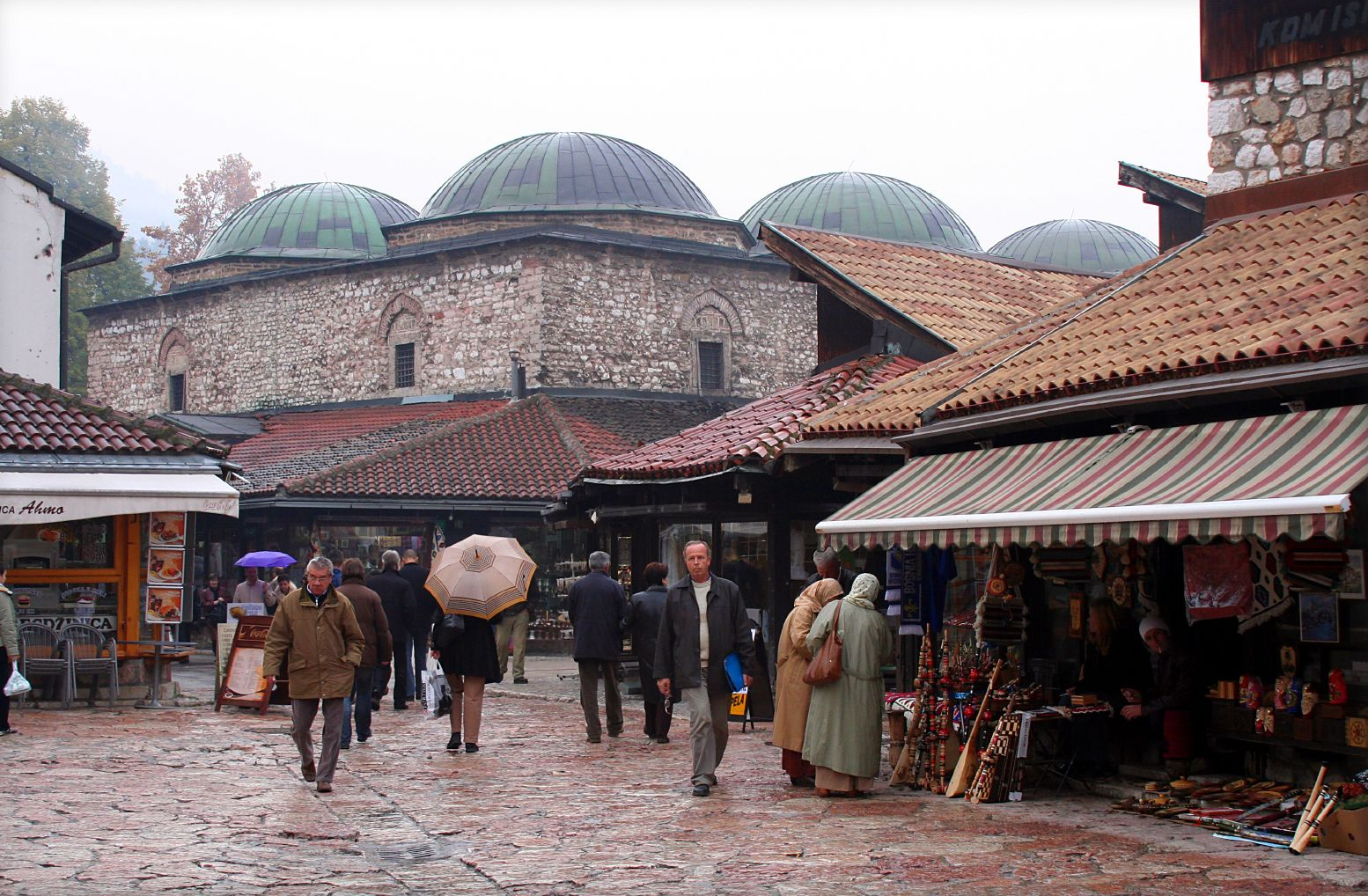
بزازستان بروسا در سارایوو.

بَزّازستان نامی فارسی است که در امپراتوری عثمانی برای اشاره به راستهٔ بزازها در بازارهای شهرهای عثمانی به‌کار می‌رفت. در بزازستان‌ها انواع اجناس و پارچه‌های قیمتی فروخته می‌شد. واژه بزازستان در گفتار عامیانه عثمانی به شکل بزّستان و بَدَستان درآمده بود.
طرح بزازستان‌ها شبیه طرح مساجد و سرپوشیده بود.
اهمیت بزازستان‌ها در دوره عثمانی به حدی بود که در آن دوره شهرهای عثمانی را اغلب به دو دسته تقسیم می‌کردند: شهرهای دارای بزازستان و شهرهای بدون بزازستان.